# IC 2010
IC 2010 — галактика типу Sa (спіральна галактика) у сузір'ї Сітка.
Цей об'єкт міститься в оригінальній редакції індексного каталогу.